# North Media
North Media er en dansk koncern, der omfatter distributionsselskabet FK Distribution, internetportalerne OFiR, Boligportal.dk, minetilbud.dk, MatchWork og Karman Connect, samt adgangsløsningen Bekey.
North Media skiftede i 2010 navn fra Søndagsavisen til det nuværende navn. I 2020 lukkede Søndagsavisen.
Koncernens administrerende direktør er Lasse Ingemann Brodt, og bestyrelsesformanden er Ole Borch.